# Hakone Tozan série 3000
La série 3000 (3000形, 3000-kei) est un type de rame automotrice électrique exploité par la compagnie Hakone Tozan Railway au Japon.

## Description
La série comprend 4 exemplaires à une caisse (série 3000) et deux exemplaires à 2 caisses (série 3100) fabriqués par Kawasaki Heavy Industries. Le cabinet Noriaki Okabe Architecture Network s'est chargé du design intérieur et extérieur du train.

## Histoire
Le premier exemplaire de la série 3000 est entré en service 12 avril 2014 et le premier de la série 3100 le 15 mai 2017. La série a remporté un Laurel Prize en 2015, ainsi qu'un Good Design Award.

## Services
Les rames circulent sur la ligne Hakone Tozan entre Gōra et Odawara.

## Galerie photos

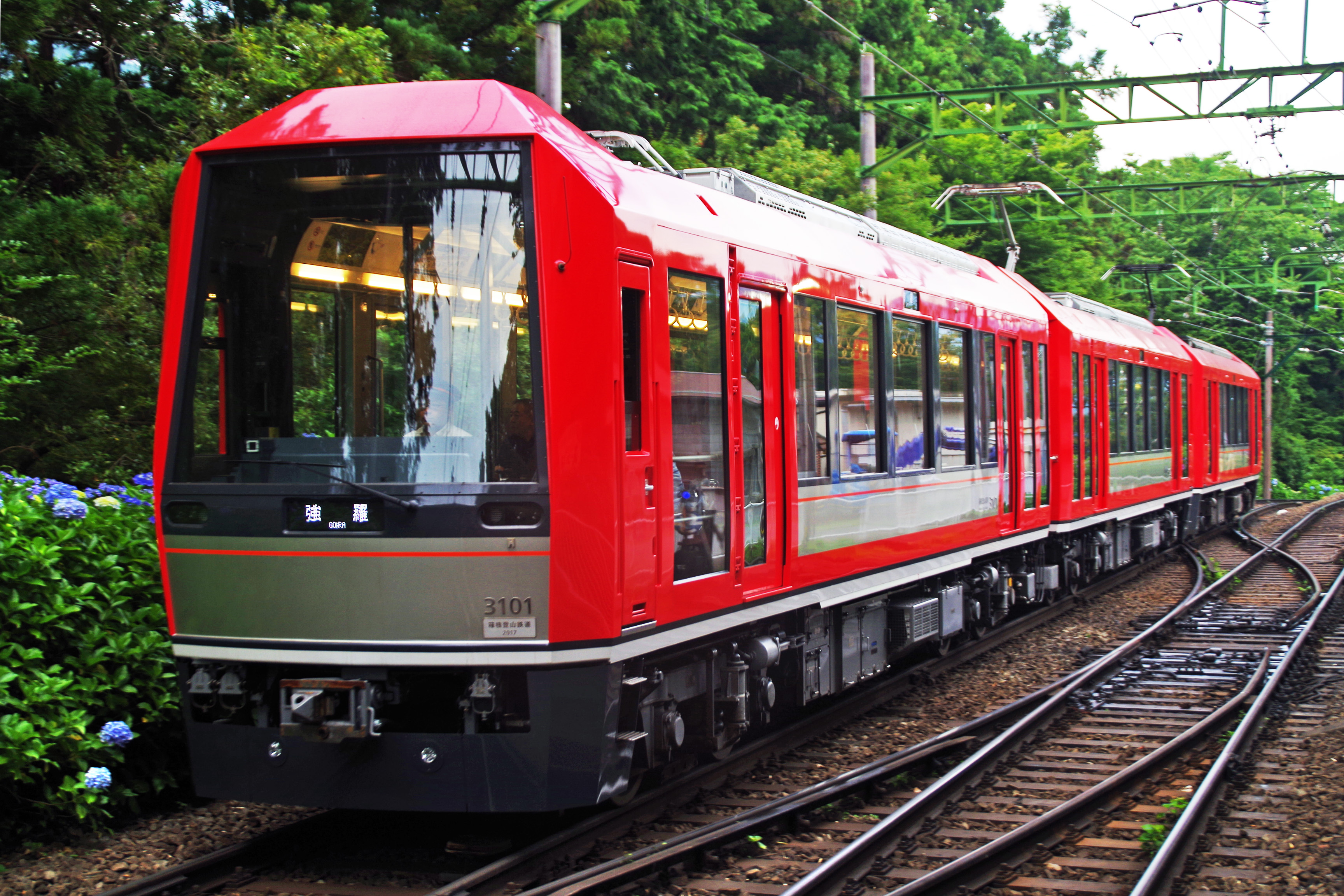
Rame composée d'une rame série 3100 et d'une rame série 3000.
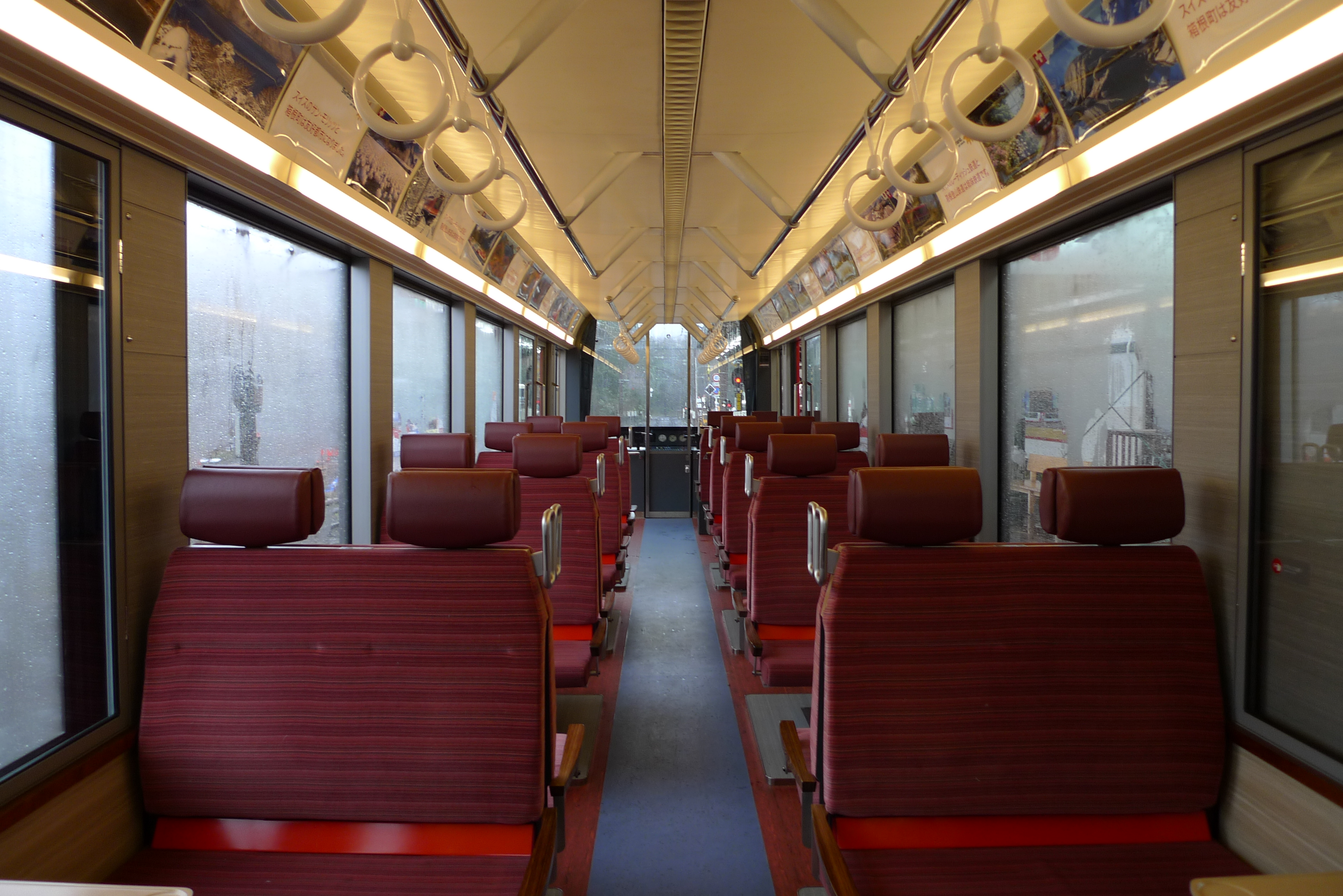
Espace voyageurs.
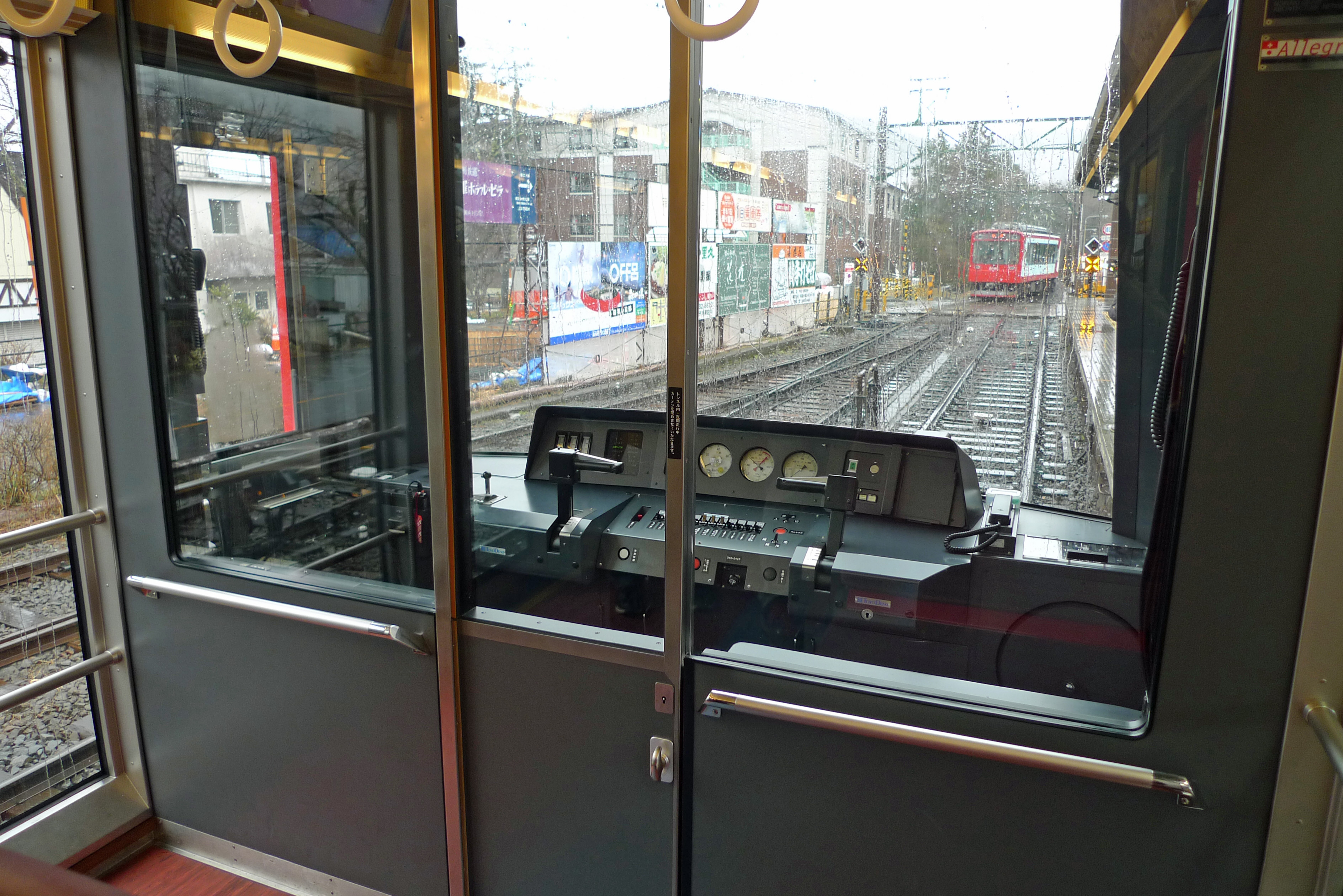
Cabine de conduite.